# Großer Preis von Ungarn 2024
Der Große Preis von Ungarn 2024 (offiziell Formula 1 Qatar Airways Hungarian Grand Prix 2024) fand am 21. Juli auf dem Hungaroring in Mogyoród statt und war das 13. Rennen der Formel-1-Weltmeisterschaft 2024.

## Bericht

### Hintergründe
Nach dem Großen Preis von Großbritannien führte Max Verstappen in der Fahrerwertung mit 84 Punkten vor Lando Norris und mit 105 Punkten vor Charles Leclerc. In der Konstrukteurswertung führte Red Bull Racing mit 71 Punkten vor Ferrari und mit 78 Punkten vor McLaren.
Beim Großen Preis von Ungarn stellte Pirelli den Fahrern die Reifenmischungen C3 Hard (weiß), C4 Medium (gelb) und C5 Soft (rot) sowie Cinturato Intermediates (grün) und Cinturato Full-Wets (blau) für nasse Bedingungen zur Verfügung.
Kevin Magnussen (zehn), Sergio Pérez, Logan Sargeant, Fernando Alonso (jeweils acht), Lance Stroll (fünf), Verstappen, Lewis Hamilton (jeweils vier), Esteban Ocon (drei), George Russell, Nico Hülkenberg, Daniel Ricciardo, Yuki Tsunoda, Valtteri Bottas, Zhou Guanyu (jeweils zwei) und Carlos Sainz jr. (einer) gingen mit Strafpunkten ins Rennwochenende.
Mit Hamilton (achtmal), Verstappen (zweimal), Ocon und Ricciardo (jeweils einmal) traten vier ehemalige Sieger zu diesem Grand Prix an.
Als Rennkommissare für dieses Rennwochenende fungierten Garry Connelly (AUS), Mathieu Remmerie (BEL), Vitantonio Liuzzi (ITA) und István Móni (HUN).

### Training
Im Vorfeld des ersten freien Trainings war das Mercedes-Team von Computerausfällen betroffen. Die Ausfälle waren Teil der weltweiten IT-Störungen, verursacht durch ein fehlerhaftes Update der Software des IT-Sicherheitsunternehmens Crowdstrike. Crowdstrike ist Sponsor des Mercedes-Teams, welches auch die Software von Crowdstrike verwendet. Alle betroffenen Rechner konnten noch vor dem ersten freien Training wieder zum Laufen gebracht werden.
Im ersten freien Training fuhr Sainz jr. mit 1:18,713 Minuten die Bestzeit vor Verstappen und Leclerc. Oliver Bearman übernahm im ersten Training den Haas von Hülkenberg.
Norris war im zweiten freien Training mit 1:17,788 Minuten Schnellster vor Verstappen und Sainz jr.
Auch im dritten freien Training fuhr Norris die Bestzeit mit 1:16,098 Minuten, diesmal vor Oscar Piastri und Verstappen.

### Qualifying
Das Qualifying bestand aus drei Teilen mit einer Nettolaufzeit von 45 Minuten. Im ersten Qualifying-Segment (Q) hatten die Fahrer 18 Minuten Zeit, um sich für das Rennen zu qualifizieren. Alle Fahrer, die im ersten Abschnitt eine Zeit erzielten, die maximal 107 Prozent der schnellsten Rundenzeit betrug, qualifizierten sich für das Rennen. Die besten 15 Fahrer erreichten den nächsten Qualifikationsabschnitt. Ricciardo war Schnellster. Pérez, Russell, Zhou sowie beide Alpine-Piloten schieden aus. Pérez crashte, wodurch die Rennleitung eine rote Flagge ausrief.
Der zweite Abschnitt (Q2) dauerte 15 Minuten. Die schnellsten zehn Piloten qualifizierten sich für den dritten Teil des Qualifyings. Norris war Schnellster. Die beiden Haas-Piloten, Bottas und beide Williams-Piloten schieden aus.
Der letzte Abschnitt (Q3) ging über eine Zeit von zwölf Minuten, in denen die ersten zehn Startpositionen vergeben wurden. Kurz vor dem Ende der Session verunfallte Tsunoda, wodurch eine weitere rote Flagge ausgerufen wurde. Norris erzielte mit einer Rundenzeit von 1:15,227 Minuten die Bestzeit vor Teamkollege Piastri und Verstappen. Es war das erste Mal seit dem Großen Preis von Brasilien 2012, dass zwei McLaren-Piloten in der ersten Startreihe standen.

### Rennen
Gasly startete das Rennen aus der Boxengasse, da an seinem Wagen unter Parc-fermé-Bedingungen gearbeitet wurde.
Beim Start konnte sich Piastri gegen Norris und Verstappen durchsetzen und die Führung übernehmen. Dahinter sortierte sich zunächst Verstappen vor Pole-Setter Norris ein, allerdings überholte Verstappen Norris außerhalb der Strecke, woraufhin die Rennkommissare eine Untersuchung einleiteten. Bevor eine Entscheidung fiel, gab Verstappen in der vierten Runde nach Anweisung seines Teams die Position wieder an Norris zurück. Die Reihenfolge lautete nun Piastri, Norris, Verstappen, Hamilton, Leclerc und Sainz jr. Bis zur 17. Runde änderte sich an den vorderen Positionen nichts, während es im Mittelfeld wegen diverser Boxenstopps zu Verschiebungen kam. Hamilton war dann der erste aus der Spitzengruppe, der an die Box ging, ehe McLaren mit Norris reagierte und eine Runde später auch Piastri reinholte. Derweil blieben Verstappen und die beiden Ferrari zunächst draußen.
In der 22. Runde stoppten dann auch Verstappen und Sainz jr. Beide kamen hinter Hamilton auf die Strecke zurück, welcher mit einigen schnellen Runden am Niederländer vorbei kam und sich vor dem Spanier halten konnte. Zwei Runden später stoppte dann auch Leclerc, sodass die Reihenfolge an der Spitze wieder hergestellt wurde. Piastri führte wieder vor Norris und Hamilton.
Bis zur 35. Runde gab es vorne keine Positionsveränderungen. Verstappen versuchte dann in der ersten Kurve mit dem DRS Hamilton zu überholen, kam allerdings nicht vorbei. Bei dem Manöver verbremste sich der Mercedes-Pilot allerdings, sodass Verstappen es in der zweiten Kurve außen erneut versuchen konnte, allerdings die Linie nicht halten konnte und es erneut nicht schaffte.
In der 36. Runde stellte dann Gasly seinen Alpine mit Hydraulikproblemen ab und wurde so zum ersten und einzigen Ausfall des Rennens.
Hamilton kam dann in der 41. Runde zu seinem zweiten Stopp an die Box, gefolgt von Leclerc. Verstappen blieb erneut zunächst draußen und schimpfte über die Strategie, da ihm bewusst war, dass die beiden mit dem Undercut vor ihm landen würden. McLaren reagierte in der 46. Runde dann mit dem zweiten Stopp von Norris, während Piastri und Verstappen weiter fuhren. Piastri wurde erklärt, dass man mit dem Stopp von Norris auf Hamilton reagieren wollte und deshalb seinen Teamkollegen vor ihm reingeholt habe. Zwei Runden später folgte dann auch der zweite Stopp von Piastri, welchen ihn hinter seinen Teamkollegen beförderte. Nach dem zweiten Stopp von Verstappen lautete die Reihenfolge Norris, Piastri, Hamilton, Leclerc und Verstappen.
Während an der Spitze Norris die Anweisung bekam, seinen Teamkollegen wieder vorbei zu lassen, holte Verstappen mit einer schnellen Runde nach der anderen Leclerc und Hamilton vor ihm wieder ein. Mit DRS kam er dann in der 57. Runde an Leclerc vorbei und schloss nun auf Hamilton auf. Vorne funkte derweil Norris, dass er Piastri vorbei lassen würde, wenn dieser den Rückstand aufgeholt hat, allerdings kam der Australier nicht näher und der Abstand schwankte durch Überrundungen zwischen 3,4 und 5 Sekunden.
In der 63. Runde versuchte dann Verstappen Hamilton in der ersten Kurve innen zu überholen, verbremste sich allerdings und die beiden berührten sich. Beide konnten weiterfahren, Verstappen fiel allerdings hinter Leclerc zurück auf Platz 5.
An der Spitze ließ Norris dann drei Runden vor Schluss nach regem Funkverkehr Piastri demonstrativ auf der Start-Ziel-Geraden durch und befolgte so die Anweisungen des Teams.
Piastri gewann somit das Rennen vor Norris und Hamilton. Es war Piastris erster Rennsieg, er wurde damit zum 115. Fahrer, der einen Grand Prix gewann sowie der erste Rennsieger, der im 21. Jahrhundert geboren wurde. Zudem war es der erste Doppelsieg für McLaren seit dem Großen Preis von Italien 2021. Hamilton stand außerdem zum 200. Mal auf dem Podium. Die restlichen Punkteplatzierungen belegten Leclerc, Verstappen, Sainz jr., Pérez, Russell, Tsunoda und Stroll. Russell erzielte die schnellste Rennrunde und erhielt einen zusätzlichen Punkt.
In der Fahrermeisterschaft blieben die ersten drei Positionen unverändert, in der Konstrukteursmeisterschaft führt weiterhin Red Bull, McLaren ist nun Zweiter vor Ferrari.

## Meldeliste
| Team                          | Nr. | Fahrer           | Chassis                           | Motor      | Reifen |
| ----------------------------- | --- | ---------------- | --------------------------------- | ---------- | ------ |
| Oracle Red Bull Racing        | 01  | Max Verstappen   | Red Bull Racing RB20              | Honda RBPT | P      |
| Oracle Red Bull Racing        | 11  | Sergio Pérez     | Red Bull Racing RB20              | Honda RBPT | P      |
| Mercedes-AMG Petronas F1 Team | 63  | George Russell   | Mercedes-AMG F1 W15 E Performance | Mercedes   | P      |
| Mercedes-AMG Petronas F1 Team | 44  | Lewis Hamilton   | Mercedes-AMG F1 W15 E Performance | Mercedes   | P      |
| Scuderia Ferrari              | 16  | Charles Leclerc  | Ferrari SF-24                     | Ferrari    | P      |
| Scuderia Ferrari              | 55  | Carlos Sainz jr. | Ferrari SF-24                     | Ferrari    | P      |
| McLaren F1 Team               | 81  | Oscar Piastri    | McLaren MCL38                     | Mercedes   | P      |
| McLaren F1 Team               | 04  | Lando Norris     | McLaren MCL38                     | Mercedes   | P      |
| Aston Martin Aramco F1 Team   | 18  | Lance Stroll     | Aston Martin AMR24                | Mercedes   | P      |
| Aston Martin Aramco F1 Team   | 14  | Fernando Alonso  | Aston Martin AMR24                | Mercedes   | P      |
| BWT Alpine F1 Team            | 31  | Esteban Ocon     | Alpine A524                       | Renault    | P      |
| BWT Alpine F1 Team            | 10  | Pierre Gasly     | Alpine A524                       | Renault    | P      |
| Williams Racing               | 23  | Alexander Albon  | Williams FW46                     | Mercedes   | P      |
| Williams Racing               | 02  | Logan Sargeant   | Williams FW46                     | Mercedes   | P      |
| Visa Cash App RB F1 Team      | 03  | Daniel Ricciardo | RB VCARB 01                       | Honda RBPT | P      |
| Visa Cash App RB F1 Team      | 22  | Yuki Tsunoda     | RB VCARB 01                       | Honda RBPT | P      |
| Stake F1 Team Kick Sauber     | 77  | Valtteri Bottas  | KICK Sauber C44                   | Ferrari    | P      |
| Stake F1 Team Kick Sauber     | 24  | Zhou Guanyu      | KICK Sauber C44                   | Ferrari    | P      |
| MoneyGram Haas F1 Team        | 20  | Kevin Magnussen  | Haas VF-24                        | Ferrari    | P      |
| MoneyGram Haas F1 Team        | 50  | Oliver Bearman   | Haas VF-24                        | Ferrari    | P      |
| MoneyGram Haas F1 Team        | 27  | Nico Hülkenberg  | Haas VF-24                        | Ferrari    | P      |

Anmerkungen
1. 1 2  Der Haas mit der Startnummer 50 wurde im ersten freien Training für Bearman eingesetzt. Hülkenberg übernahm das Fahrzeug anschließend für das restliche Rennwochenende mit seiner Startnummer 27.

## Klassifikationen

### Qualifying
| Pos.                                                                      | Fahrer           | Konstrukteur                 | Q1       | Q2       | Q3       | Start |
| ------------------------------------------------------------------------- | ---------------- | ---------------------------- | -------- | -------- | -------- | ----- |
| 01                                                                        | Lando Norris     | McLaren-Mercedes             | 1:17,755 | 1:15,540 | 1:15,227 | 01    |
| 02                                                                        | Oscar Piastri    | McLaren-Mercedes             | 1:17,504 | 1:15,785 | 1:15,249 | 02    |
| 03                                                                        | Max Verstappen   | Red Bull Racing-Honda RBPT   | 1:17,087 | 1:15,770 | 1:15,273 | 03    |
| 04                                                                        | Carlos Sainz jr. | Ferrari                      | 1:17,244 | 1:15,885 | 1:15,696 | 04    |
| 05                                                                        | Lewis Hamilton   | Mercedes                     | 1:17,087 | 1:16,307 | 1:15,854 | 05    |
| 06                                                                        | Charles Leclerc  | Ferrari                      | 1:17,437 | 1:15,891 | 1:15,905 | 06    |
| 07                                                                        | Fernando Alonso  | Aston Martin Aramco-Mercedes | 1:17,624 | 1:16,117 | 1:16,043 | 07    |
| 08                                                                        | Lance Stroll     | Aston Martin Aramco-Mercedes | 1:17,405 | 1:16,075 | 1:16,244 | 08    |
| 09                                                                        | Daniel Ricciardo | RB-Honda RBPT                | 1:17,050 | 1:16,202 | 1:16,447 | 09    |
| 10                                                                        | Yuki Tsunoda     | RB-Honda RBPT                | 1:17,436 | 1:16,121 | 1:16,477 | 10    |
| 11                                                                        | Nico Hülkenberg  | Haas-Ferrari                 | 1:17,362 | 1:16,317 | –        | 11    |
| 12                                                                        | Valtteri Bottas  | Kick Sauber-Ferrari          | 1:17,487 | 1:16,384 | –        | 12    |
| 13                                                                        | Alexander Albon  | Williams-Mercedes            | 1:17,280 | 1:16,429 | –        | 13    |
| 14                                                                        | Logan Sargeant   | Williams-Mercedes            | 1:17,770 | 1:16,543 | –        | 14    |
| 15                                                                        | Kevin Magnussen  | Haas-Ferrari                 | 1:17,851 | 1:16,548 | –        | 15    |
| 16                                                                        | Sergio Pérez     | Red Bull Racing-Honda RBPT   | 1:17,886 | –        | –        | 16    |
| 17                                                                        | George Russell   | Mercedes                     | 1:17,968 | –        | –        | 17    |
| 18                                                                        | Zhou Guanyu      | Kick Sauber-Ferrari          | 1:18,037 | –        | –        | 18    |
| 19                                                                        | Esteban Ocon     | Alpine-Renault               | 1:18,049 | –        | –        | 19    |
| 20                                                                        | Pierre Gasly     | Alpine-Renault               | 1:18,166 | –        | –        | Box   |
| 107-Prozent-Zeit: 1:22,443 min (bezogen auf Q1-Bestzeit von 1:17,050 min) |                  |                              |          |          |          |       |

Anmerkungen
1. ↑  Gasly musste aus der Boxengasse starten, da an seinem Wagen unter Parc-fermé-Bedingungen gearbeitet wurde.

### Rennen
| Pos.                                                             | Fahrer           | Konstrukteur                 | Runden | Stopps | Zeit        | Start | Schnellste Rennrunde |
| ---------------------------------------------------------------- | ---------------- | ---------------------------- | ------ | ------ | ----------- | ----- | -------------------- |
| 01                                                               | Oscar Piastri    | McLaren-Mercedes             | 70     | 2      | 1:38:01,989 | 02    | 1:21,716 (51.)       |
| 02                                                               | Lando Norris     | McLaren-Mercedes             | 70     | 2      | + 2,141     | 01    | 1:21,712 (50.)       |
| 03                                                               | Lewis Hamilton   | Mercedes                     | 70     | 2      | + 14,880    | 05    | 1:22,153 (54.)       |
| 04                                                               | Charles Leclerc  | Ferrari                      | 70     | 2      | + 19,686    | 06    | 1:22,182 (29.)       |
| 05                                                               | Max Verstappen   | Red Bull Racing-Honda RBPT   | 70     | 2      | + 21,349    | 03    | 1:20,908 (51.)       |
| 06                                                               | Carlos Sainz jr. | Ferrari                      | 70     | 2      | + 23,073    | 04    | 1:21,441 (53.)       |
| 07                                                               | Sergio Pérez     | Red Bull Racing-Honda RBPT   | 70     | 2      | + 39,792    | 16    | 1:21,096 (49.)       |
| 08                                                               | George Russell   | Mercedes                     | 70     | 2      | + 42,368    | 17    | 1:20,305 (55.)       |
| 09                                                               | Yuki Tsunoda     | RB-Honda RBPT                | 70     | 1      | + 1:17,259  | 10    | 1:23,533 (57.)       |
| 10                                                               | Lance Stroll     | Aston Martin Aramco-Mercedes | 70     | 2      | + 1:17,976  | 08    | 1:22,338 (48.)       |
| 11                                                               | Fernando Alonso  | Aston Martin Aramco-Mercedes | 70     | 2      | + 1:22,460  | 07    | 1:23,063 (52.)       |
| 12                                                               | Daniel Ricciardo | RB-Honda RBPT                | 69     | 2      | + 1 Runde   | 09    | 1:22,640 (30.)       |
| 13                                                               | Nico Hülkenberg  | Haas-Ferrari                 | 69     | 2      | + 1 Runde   | 11    | 1:23,461 (54.)       |
| 14                                                               | Alexander Albon  | Williams-Mercedes            | 69     | 2      | + 1 Runde   | 13    | 1:23,930 (31.)       |
| 15                                                               | Kevin Magnussen  | Haas-Ferrari                 | 69     | 2      | + 1 Runde   | 15    | 1:23,553 (50.)       |
| 16                                                               | Valtteri Bottas  | Kick Sauber-Ferrari          | 69     | 2      | + 1 Runde   | 15    | 1:22,792 (52.)       |
| 17                                                               | Logan Sargeant   | Williams-Mercedes            | 69     | 3      | + 1 Runde   | 14    | 1:20,561 (65.)       |
| 18                                                               | Esteban Ocon     | Alpine-Renault               | 69     | 3      | + 1 Runde   | 19    | 1:21,610 (66.)       |
| 19                                                               | Zhou Guanyu      | Kick Sauber-Ferrari          | 69     | 2      | + 1 Runde   | 18    | 1:23,487 (38.)       |
| –                                                                | Pierre Gasly     | Alpine-Renault               | 33     | 1      | DNF         | Box   | 1:23,340 (31.)       |
| Fahrer des Tages: Oscar Piastri (34,9 % der abgegebenen Stimmen) |                  |                              |        |        |             |       |                      |

## WM-Stände nach dem Rennen
Die ersten zehn des Rennens bekamen 25, 18, 15, 12, 10, 8, 6, 4, 2 bzw. 1 Punkt(e). Zusätzlich wurde ein Punkt für die schnellste Rennrunde vergeben, wenn der betreffende Fahrer unter den ersten Zehn ins Ziel kam.

### Fahrerwertung
| Pos. | Fahrer           | Konstrukteur                 | Punkte |
| ---- | ---------------- | ---------------------------- | ------ |
| 01   | Max Verstappen   | Red Bull Racing-Honda RBPT   | 265    |
| 02   | Lando Norris     | McLaren-Mercedes             | 189    |
| 03   | Charles Leclerc  | Ferrari                      | 162    |
| 04   | Carlos Sainz jr. | Ferrari                      | 154    |
| 05   | Oscar Piastri    | McLaren-Mercedes             | 149    |
| 06   | Lewis Hamilton   | Mercedes                     | 125    |
| 07   | Sergio Pérez     | Red Bull Racing-Honda RBPT   | 124    |
| 08   | George Russell   | Mercedes                     | 116    |
| 09   | Fernando Alonso  | Aston Martin Aramco-Mercedes | 45     |
| 10   | Lance Stroll     | Aston Martin Aramco-Mercedes | 24     |
| 11   | Nico Hülkenberg  | Haas-Ferrari                 | 22     |

| Pos. | Fahrer           | Konstrukteur        | Punkte |
| ---- | ---------------- | ------------------- | ------ |
| 12   | Yuki Tsunoda     | RB-Honda RBPT       | 22     |
| 13   | Daniel Ricciardo | RB-Honda RBPT       | 11     |
| 14   | Oliver Bearman   | Ferrari             | 6      |
| 15   | Pierre Gasly     | Alpine-Renault      | 6      |
| 16   | Kevin Magnussen  | Haas-Ferrari        | 5      |
| 17   | Alexander Albon  | Williams-Mercedes   | 4      |
| 18   | Esteban Ocon     | Alpine-Renault      | 3      |
| 19   | Zhou Guanyu      | Kick Sauber-Ferrari | 0      |
| 20   | Logan Sargeant   | Williams-Mercedes   | 0      |
| 21   | Valtteri Bottas  | Kick Sauber-Ferrari | 0      |

### Konstrukteurswertung
| Pos. | Konstrukteur                 | Punkte |
| ---- | ---------------------------- | ------ |
| 01   | Red Bull Racing-Honda RBPT   | 389    |
| 02   | McLaren-Mercedes             | 338    |
| 03   | Ferrari                      | 322    |
| 04   | Mercedes                     | 241    |
| 05   | Aston Martin Aramco-Mercedes | 69     |

| Pos. | Konstrukteur        | Punkte |
| ---- | ------------------- | ------ |
| 06   | RB-Honda RBPT       | 33     |
| 07   | Haas-Ferrari        | 27     |
| 08   | Alpine-Renault      | 9      |
| 09   | Williams-Mercedes   | 4      |
| 10   | Kick Sauber-Ferrari | 0      |